# Чжэньжусы
Чжэньжусы (китайский 真如寺, Zhenru Si) —  буддийский храмовый - монастырский комплекс в Шанхае, основанный в 1320 году, во время правления династии Юань (исторически восходит к более раннему времени Южной Сун). Главный храм комплекса (真如寺大殿, Чжэньжусы-дадянь) является старейшим сохранившимся зданием в Шанхае с деревянным каркасом, в 1996 году он был внесен в список Охраняемых памятников КНР (4-120).